# Філіпп де Ноайль-Муші
Філіпп де Ноайль-Муші (*Philippe de Noailles, нар. 27 грудня 1715 — пом. 27 червня 1794) — французький аристократ, 1-й герцог Муші, військовий та політичний діяч. Маршал Франції.

## Життєпис
Походив зі знатного роду Ноайль. Син герцога Адрієна де Ноайля, маршала. При народженні отримав титул графа. У 1720 році призначається губернатором Версаля і Марлі. У 1729 році стає герцогом Пуа. Тоді ж розпочав свою військову кар'єру у мушкетерському полку під час війни за польську спадщину. Звитяжив під час облоги м. Кель у 1733 році. У 1734 році очолює Дофінів полк.
Філіпп де Ноайль добре себе проявив під час війни за австрійську спадщину. У 1741 році отримує титул іспанського гранда 1-го класу. У 1742 році відзначився при Ґікельсберзі (Баварія). У 1743 році своєю звитягою врятував французьку армію після битви при Детінгеном від цілковитої поразки. За це отримує звання бригадира та орден Святого Людовика. У 1744 році стає польовим маршалом (на кшталт генерал-майора). У 1745 році багато в чому сприяв перемозі французів при Фонтенуа. У 1746 році за свої успіхи отримує орден Золотого Руна. У 1747 році отримує іспанський титул герцога Муші. У 1748 році, по закінченню війни, отримує звання генерал-лейтенанта. У 1750 році нагороджено великим хрестом Святого Іоана Єрусалимського.
Відзначився під час Семирічної війни, зокрема звитяжно бився при Міндені у 1759 році. У 1767 році стає кавалером ордену Святого духа. У 1775 році стає маршалом Франції та отримує посаду командувача військ у Гієні, на якій перебував 1786 року.
Під час Французької революції відмовився емігрувати. намагався врятувати короля Людовика XVI. Допомагав останньому тримати зв'язок з Австрією та французькими емігрантами у Кобленці. Звинувачений Революційним трибуналом у зраді Ноайль-Муші заарештований у 1793 році, а 27 червня 1794 року його разом з дружиною було страчено за місяць до падіння Максиміліана Робесп'єра й якобинської диктатури.

## Родина

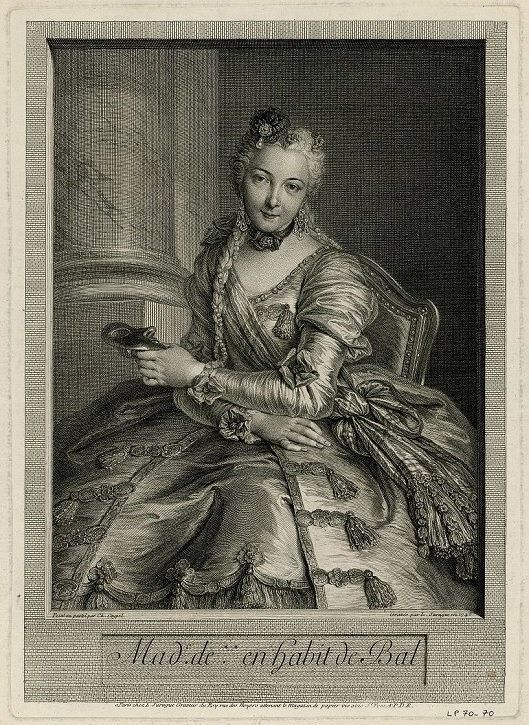
Анна д'Арпажон у 1746 році

У 25-річному віці узяв за дружину Анну Клодіну Луїзу д'Арпажон, єдину доньку Луї де Северака, маркіза д'Арпажон. Нареченій на той час виповнилося 12 років. Весілля відбулося 27 листопада 1741. 
У подружжя народилося шестеро дітей, троє з яких досягли дорослого віку:
- Шарлотта Луїза Генрієтта Філіпа (1745–1832) — дружина Емануеля-Селеста де Дюрфор, 5-го герцога Дюра, мала сина, нащадки живуть і донині;[3]
- Шарль Адрієн (1 квітня—7 грудня 1747) — помер немовлям;
- Луї-Філіпп (1748–1750) — помер у віці півтора року;
- Даніель Франсуа Марі (1750–1752) — пішов з життя у віці 2 років;
- Луї-Філіпп Марк Антуан (1752–1819) — князь-герцог Пуа, 2-й герцог Муші, був одружений з Анною Луїзою де Бово-Краон, мав двох синів, нащадки живуть і донині;
- Луї Марк Антуан (1756–1804) — віконт де Ноайль, був одружений з Луїзою де Ноай, мав четверо дітей, нащадки живуть і донині.